# Tante Leny presenteert!
Tante Leny presenteert! is een alternatief striptijdschrift dat in de jaren zeventig verscheen.
Het tijdschrift verscheen onregelmatig tussen 1970 en 1978. In totaal zijn 25 nummers verschenen. De eerste 20 nummers werden in eigen beheer uitgegeven door Evert Geradts. De titel van het tijdschrift verwees naar Leny Zwalve, zijn toenmalige partner. Hij droeg zelf ook strips bij aan het tijdschrift. De laatste vijf nummers werden uitgegeven door Uitgeverij Drukwerk. Na nummer 25 werd het tijdschrift voortgezet onder de titel Talent Magazine.
Tante Leny presenteert! bevatte veel bijdragen van Nederlandse undergroundtekenaars zoals Joost Swarte, Mark Smeets, Aart Clerkx, Ever Meulen en in de latere nummers Peter Pontiac.
In 2000 verscheen de jubileumuitgave "Tante Leny presenteert! 26" ter gelegenheid van de tentoonstelling "Tante Leny exposeert weer!" van 8 december 2000 tot 7 januari 2001 te Rotterdam.

## Index
- Stripindex Tante Leny, De Gekleurde Omelet, Modern Papier en Talent (Stichting Zet.El, 1988)